# Rhodium(III)-nitrat
Rhodium(III)-nitrat ist eine anorganische chemische Verbindung des Rhodiums aus der Gruppe der Nitrate.

## Gewinnung und Darstellung
Rhodium(III)-nitrat-dihydrat kann durch Reaktion von Rhodium(III)-oxid-Pentahydrat mit Salpetersäure bei 70–80 °C gewonnen werden.

## Eigenschaften
Rhodium(III)-nitrat-dihydrat ist ein olivbrauner Feststoff, der leicht löslich in Wasser ist.

## Verwendung
Rhodium(III)-nitrat wird zur Herstellung von Rhodium und als Katalysator verwendet.